# James Stockdale
James Bond Stockdale (ur. 23 grudnia 1923 w Abingdon, zm. 5 lipca 2005 w Coronado) – amerykański pilot wojskowy, wiceadmirał United States Navy, jeden z najczęściej honorowanych medalami oficerów w jej historii. Odznaczony m.in. Medalem Honoru.

## Zarys biografii
Ukończył studia w United States Naval Academy oraz na Stanford University.
Jako pilot US Navy uczestniczył w działaniach wojny wietnamskiej. Odbył 201 lotów bojowych, z których ostatni zakończył się zestrzeleniem jego samolotu A-4 Skyhawk i niewolą. Poddawany psychicznym i fizycznym szykanom, nierzadko torturowany, przebywał w niej od 9 września 1965 do 12 lutego 1973. Będąc wysokiej rangi oficerem przewodził w więzieniu Hỏa Lò (zamienionym w obóz jeniecki) w Hanoi akcji odmowy składania zeznań. Sam okaleczył się, przecinając golarką skórę na głowie, żeby nie zostać wykorzystanym przez wietnamską propagandę. 
W 1992 kandydował na urząd wiceprezydenta Stanów Zjednoczonych u boku Rossa Perota, kandydata niezależnego.